# Roestbruine kromlijf
De roestbruine kromlijf (Sicus ferrugineus) is een vliegensoort uit de familie van de blaaskopvliegen (Conopidae). De wetenschappelijke naam van de soort is gepubliceerd in 1761 door Linnaeus.

## Uiterlijk
Het lichaam is voornamelijk roodbruin of geelbruin. De kop is geel en ziet er vrij groot en opgeblazen uit, met een soort bel aan de voorkant, 
smalle wangen en korte antennes. De grote ogen zijn roodachtig. In rust is het achterlijf meestal naar voren gekruld, vandaar de naam kromlijf

## Algemeen
De soort komt in Europa vrij algemeen voor.
Volwassen dieren worden tot 8-13 mm lang en ze kunnen worden aangetroffen van mei tot september.
Ze voeden zich met nectar of stuifmeel van diverse composieten, zoals muizenoor en vederdistels (Cirsium) en schermbloemen zoals peterselie (Petroselinum), en   rozenfamiliesoorten.
De larven zijn endoparasieten van hommels van het geslacht Bombus (Bombus lapidarius , Bombus terrestris, Bombus hortorum, Bombus pascuorum). Ze verpoppen en overwinteren in hun slachtoffers.

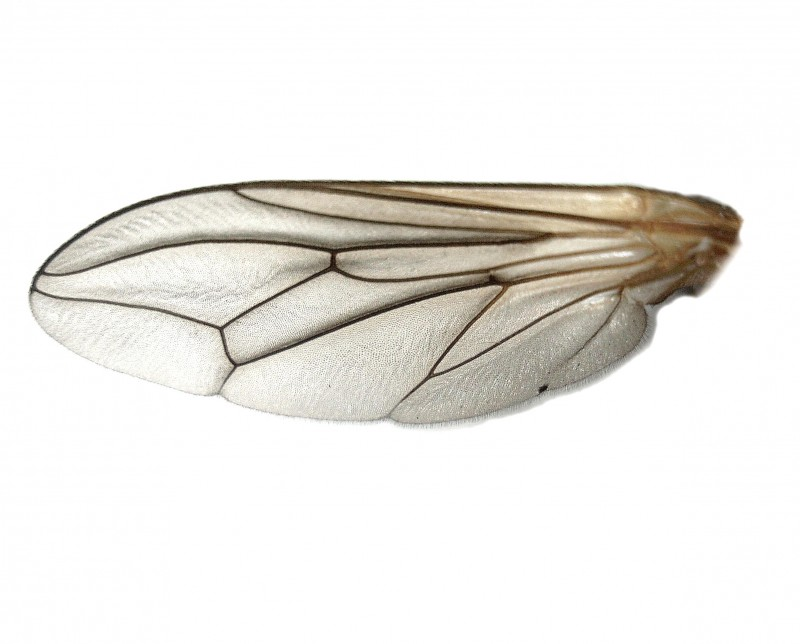
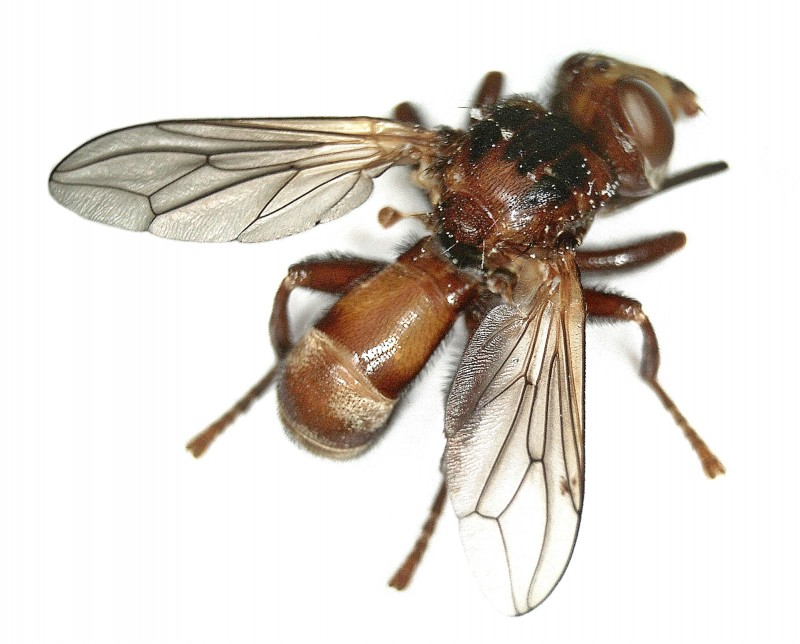
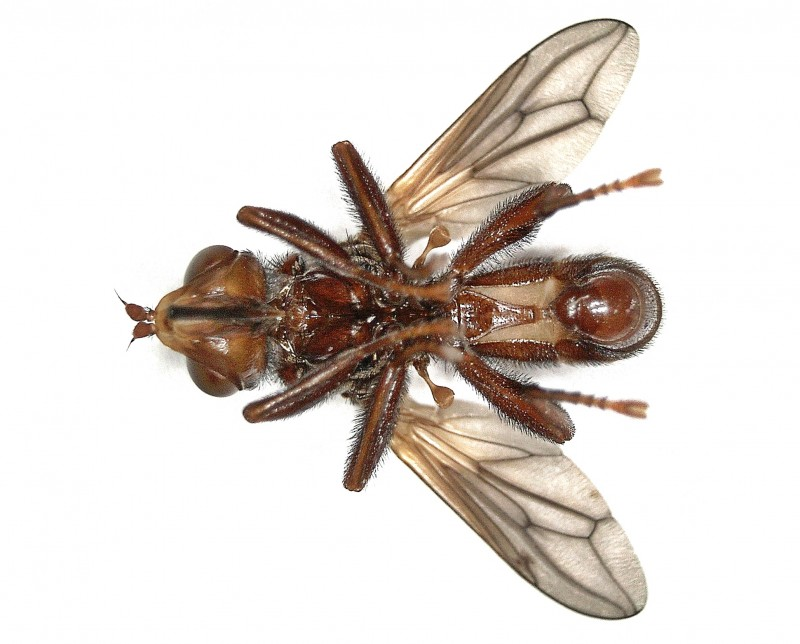
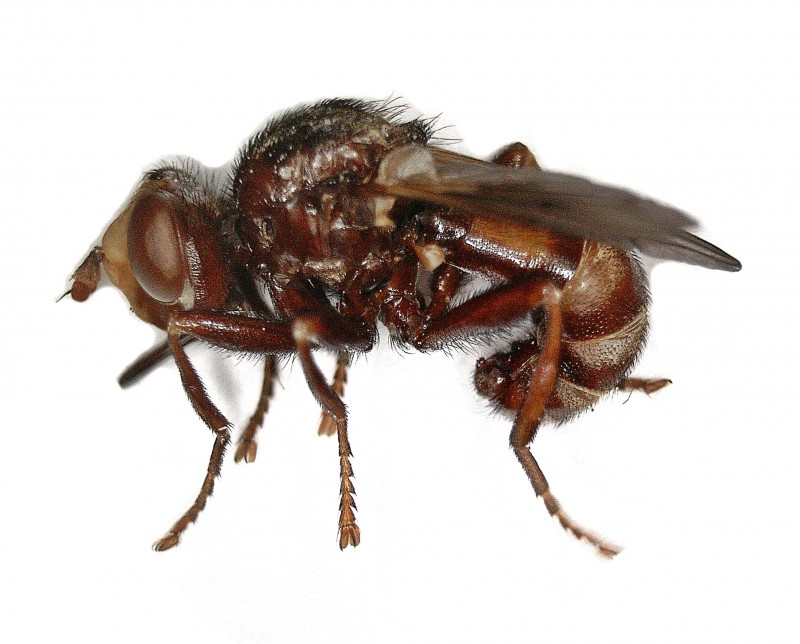